# 毓秀山鲁王墓
毓秀山鲁王墓，位于山东省平邑县白彦镇。是入中华人民共和国山东省省级文物保护单位之一。
2013年，列入第四批山东省文物保护单位，该文物保护单位是一座古墓葬。